# رضا عابدینی
رضا عابدینی (زادهٔ ۱۳۴۶) طراح گرافیک و مدیر هنری معاصر ایرانی است. او فارغ‌التحصیل رشتهٔ گرافیک از هنرستان هنرهای تجسمی پسران تهران و لیسانس نقاشی از دانشگاه هنر تهران است و فعالیت حرفه‌ای خود را از ۱۳۶۸ آغاز کرده است. فعالیت‌های او بر طراحی گرافیک از جمله طراحی پوستر، نشانه و کتاب با تأکید بر روش تایپوگرافی متمرکز است. از کارهای قابل توجه او می‌توان به طراحی نشانه گالری طراحان آزاد اشاره کرد.
عابدینی عضو انجمن صنفی طراحان گرافیک ایران و انجمن بین‌المللی طراحان گرافیک است. او از نسل چهارم طراحان گرافیک ایران محسوب شده. وی نامش در ویرایش جدید کتاب تاریخ طراحی گرافیک تألیف فیلیپ بی.مگز ثبت شده است.
رضا عابدینی با وفاداری از عناصر بصری ایرانی و ترکیب آن با انتزاع-خویش محور سعی کرده مخاطب را با سلیقه خود همخوان کند. توانایی عابدینی در مخدوش کردن یک سطح به سطحی دیگر از طراحی بصری مورد انتقاد مخاطبان قرار گرفته است. مسیر هنری عابدینی دستخوش فراز و نشیب بوده است او در هنر خویش به اومانیسم و فرم انسان با توجه به رویکرد فرمالیستی نگاه ویژه ای دارد؛ هر چند انسان فرم های او فاقد اصالت در نگاه به خود هنرمند است؛ گویا فرم بدن برای عابدینی در انحصار ارجاع به خویشتن گرایش دارد.
او تاکنون چندین جایزه ملی و بین‌المللی را برای آثارش دریافت کرده است. در ۱۳۷۳ برای پوستر فیلم سارا دیپلم افتخار بهترین پوستر را از سیزدهمین جشنواره فیلم فجر دریافت کرد. در ۱۳۸۵ (۲۰۰۶ م) جایزهٔ صدهزار یورویی پرنس کلاوس هلند را از آن خود کرد. نمایشگاه آثارش نیز در ۲۱ آذر (۱۲ دسامبر) همان سال در آمستردام گشایش یافت. طرح روی جلد کتاب پرفروش ما چگونه ما شدیم نیز اثر اوست.
هویت بصری چرم درسا و نقوش دال به کار رفته در طراحی‌های این برند توسط رضا عابدینی طراحی شده است. عابدینی این طراحی‌ها را از موتیف‌های اصیل هنر ایرانی و الگوی بصری شمسه الهام گرفته است.
رضا عابدینی در آبان‌ماه سال ۱۳۹۴ پس از چند سال دوری از وطن با نمایشگاه «طراحی‌خط» در گالری آب/انبار باز هم حضوری قابل توجه داشت. طراحی‌خط، مجموعهٔ هشتاد و نه اثر از رضا عابدینی است که در مرز میان طراحی و خط (نوشتار) قرار دارد و از دلبستگی طولانی و عمیق او به این هر دو خبر می‌دهد. او سعی دارد با تکیه بر تایپوگرافی و حروف فارسی به فرمالیزم برسد.
عابدینی در حال حاضر به همراه همسر و دو فرزندش در لاهه هلند سکونت دارد و به فعالیت‌هایش ادامه می‌دهد.
وی برای طراحی هویت بصری موزه هنرهای معاصر تهران مورد انتقاد بسیار قرار گرفت.